# Внутренняя капсула
Внутренняя капсула  (лат. capsula interna) — толстая изогнутая под углом пластинка белого вещества, ограниченная с латеральной стороны чечевицеобразным ядром, а с медиальной — головкой хвостатого ядра (спереди) и таламусом (сзади). Внутренняя капсула содержит аксоны и дендриты нейронов, связывающие кору головного мозга с другими структурами мозга. Через заднюю 1/3 задней ножки внутренней капсулы проходит чувствительный таламокортикальный путь в кору, в постцентральную извилину, несущий информацию о поверхностной чувствительности (болевой и температурной), глубокой и тактильной чувствительности со всего тела. В колене внутренней капсулы проходят двигательные пути — кортикоспинальный и кортиконуклеарный. Они идут к двигательным ядрам ЧМН и двигательным мотонейронам спинного мозга.

## Дополнительные изображения

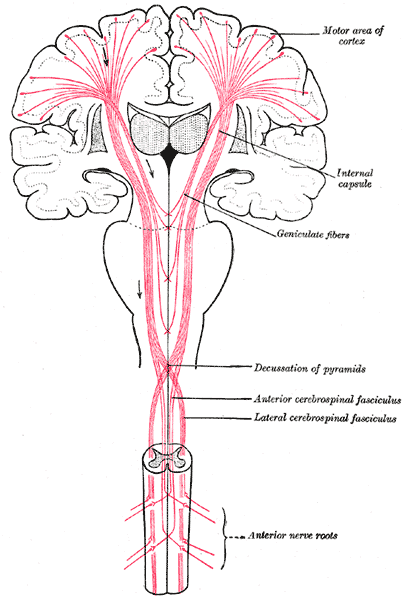
Связи внутренней капсулы.
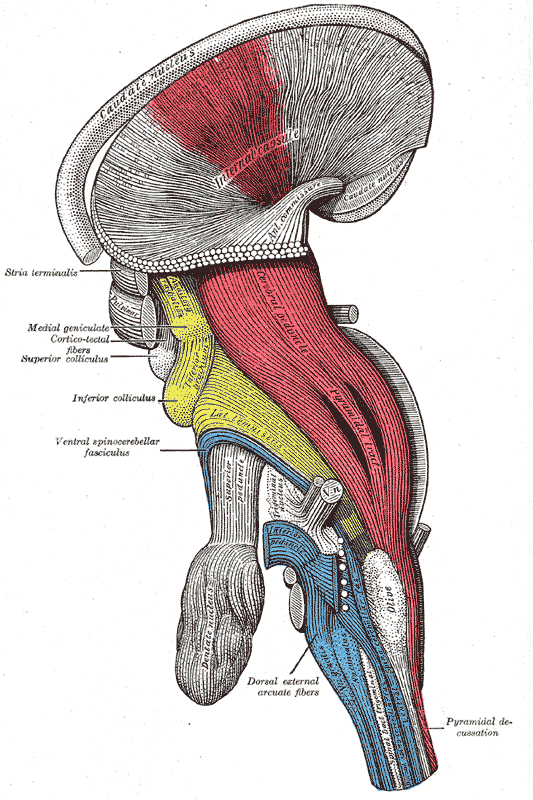
Глубокий разрез ствола мозга. Вид сбоку.
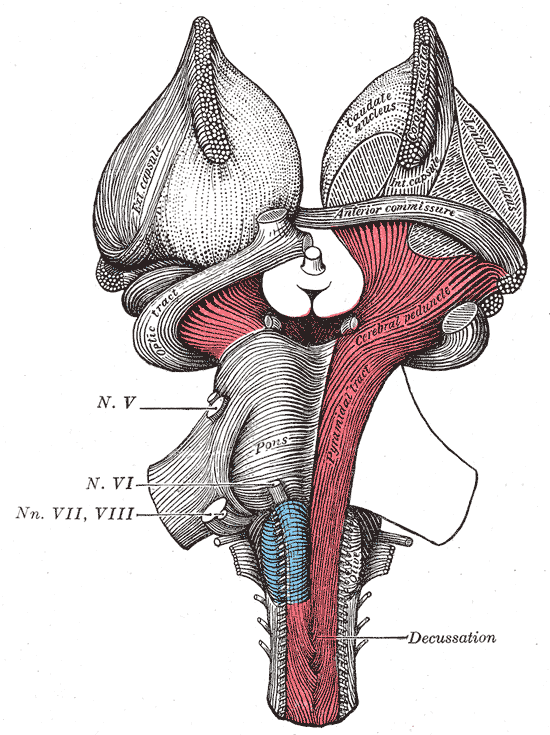
Поверхностный разрез ствола мозга. Вид спереди.
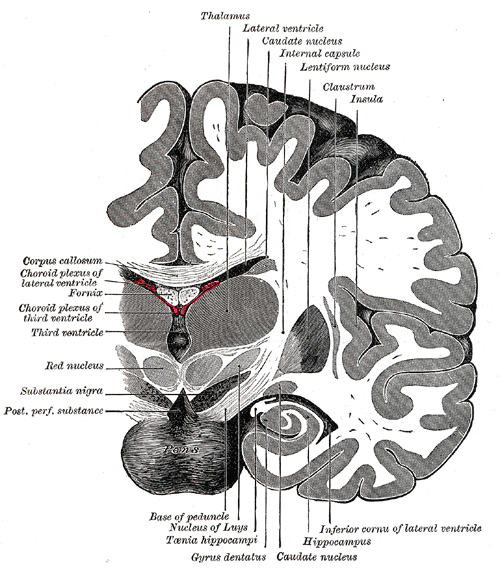
Фронтальный разрез мозга непосредственно перед мостом
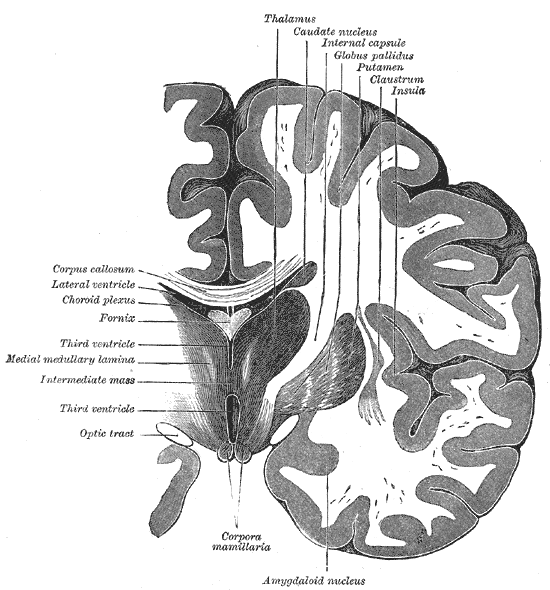
Фронтальный разрез мозга через промежуточную часть третьего желудочка
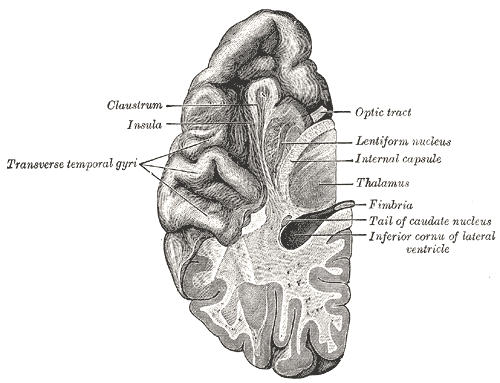
Разрез мозга, показывающий верхнюю поверхность височной доли.
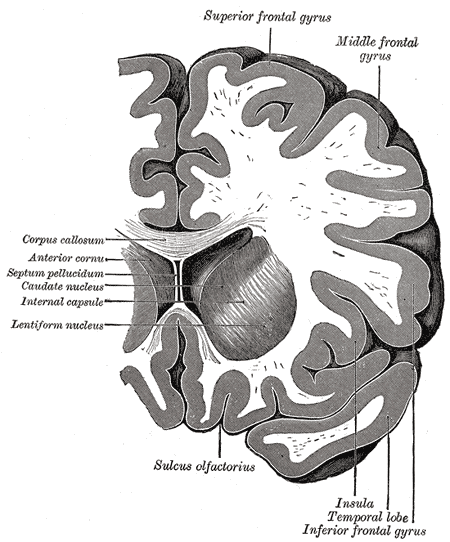
Фронтальный разрез передние рога боковых желудочков
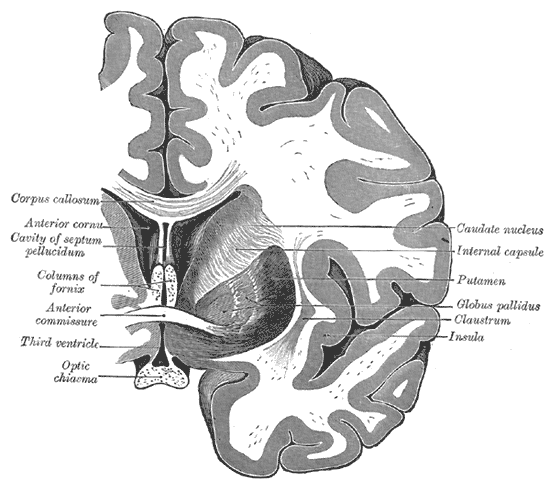
Фронтальный разрез мозга сквозь переднюю комиссуру.
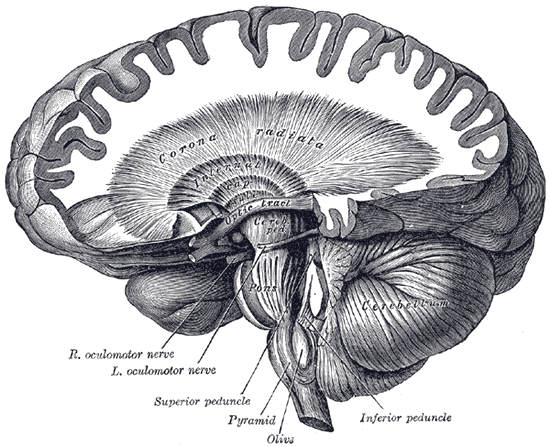
Разрез, показывающий направление спинномозговых волокон.
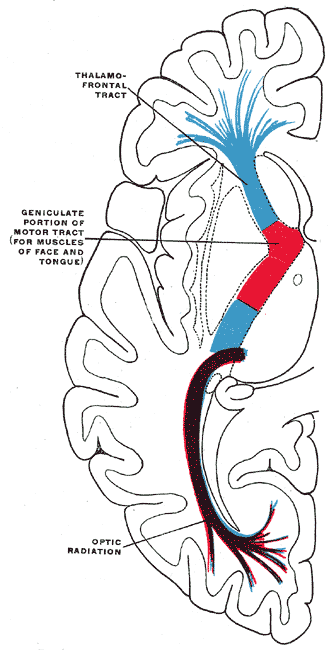
Схема трактов внутренней капсулы.
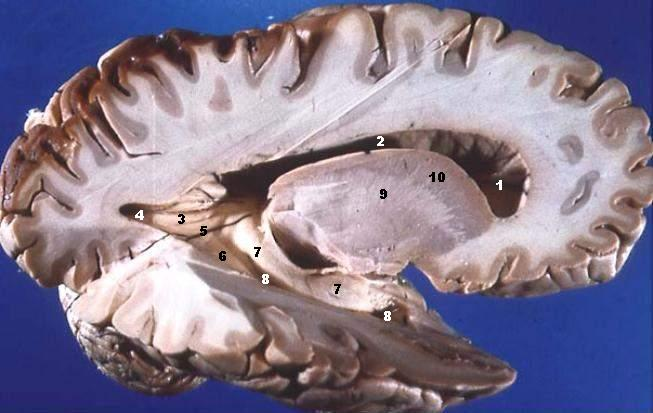
Человеческий мозг в разрезе. Вид справа сбоку.